# Alexander Einhorn
Alexander Einhorn, auch Koppersmidt oder Koppersmet (* in Lemgo; † 1575 in Mitau) war ein deutschbaltischer evangelisch-lutherischer Geistlicher und Superintendent von Kurland.

## Leben
Einhorn stammte aus Lemgo in der Grafschaft Lippe und studierte ab 1547 an der Universität Rostock. Er ging ins Baltikum und wurde zunächst (nachgewiesen 1561) Pastor in Wolmar in Livland.
Im Jahre 1566 wechselte Einhorn nach Kurland, wo er in Mitau Pastor und Hofprediger bei Herzog Gotthard Kettler wurde und an der Durchsetzung der Reformation mitwirkte. Nachdem der Landtag 1567 eine allgemeine Kirchenvisitation beschlossen hatte, wirkte Einhorn als Visitator. 1570 wurde er Superintendent von Kurland und verfasste eine Kirchenreformation und eine Kirchenordnung. Die Kirchenordnung ließ man 1572 in Rostock drucken. Sie blieb in Kurland bis 1832 in Kraft, teils auch länger, und wurde zeitweise auch in Schwedisch-Estland übernommen.
Sein Sohn Paul Einhorn studierte ab 1576 wie der Vater an der Universität Rostock, wo er 1584 den Magistergrad erwarb; er wurde Pastor in Eckau in Kurland. Dessen Sohn Paul Einhorn (* um 1590; † 1655) wurde ebenfalls Superintendent von Kurland. Er veröffentlichte über heidnische Bräuche der eingeborenen Letten und griff dabei auch auf Beobachtungen des Großvaters zurück.